# Валя-луй-Стан
Валя-луй-Стан (рум. Valea lui Stan) — село у повіті Вилча в Румунії. Адміністративно підпорядковане місту Брезой.
Село розташоване на відстані 179 км на північний захід від Бухареста, 29 км на північний захід від Римніку-Вилчі, 118 км на північ від Крайови, 114 км на захід від Брашова.

## Населення
За даними перепису населення 2002 року у селі проживала 461 особа, усі — румуни. Усі жителі села рідною мовою назвали румунську.